# 澤田康文
澤田 康文（さわだ やすふみ、1950年8月29日 - ）は、日本の薬学者、東京大学特任教授。

## 略歴
高知県生まれ。1974年東京大学薬学部卒、1978年同大学院博士課程中退、1980年薬学博士。1978年東大薬学部助手、1990年東大医学部附属病院助教授、1995年九州大学大学院薬学研究院教授、東大薬学研究科教授、2016年定年退任、特任教授。

## 著書
- 『薬による脳の探究』南山堂 1989
- 『薬剤予測学入門』薬業時報社 1993
- 『薬の神経・精神に対する副作用 中枢性けいれんとせん妄の実際症例と発現メカニズム』南山堂 1996
- 『薬の飲み合わせ なぜ起こる、どう防ぐ?』講談社(ブルーバックス)1996
- 『臨床医のための薬の相互作用とそのマネジメント なぜ起こる,どう防ぐ』南山堂 1996
- 『この薬はウサギかカメか 体内での薬の動き・働き・スピード』1997 中公新書
- 『薬の併用を考える 薬と薬の出合い体に何かが起こっている』文光堂 1998
- 『しのびよる身近な毒 O157、サリンからダイオキシン…環境ホルモンまで』羊土社 (ひつじ科学ブックス)1998
- 『薬のあぶない飲み方・使い方』講談社 (健康ライブラリー)1999
- 『薬学と社会 薬を創って,使って,育てる』じほう 2001
- 『薬と食の相互作用』医薬ジャーナル社 2005
- 『服薬指導のリスクマネジメント ヒヤリハット事例に学ぶ』日経ドラッグインフォメーション編 全4巻 日経BP社 2005-2011
- 『薬を育てる薬を学ぶ』東京大学出版会 2007
- 『薬と食の相互作用 第3巻 (薬と食事の相性)』医薬ジャーナル社 2012

### 共編著・監修
- 『実践服薬指導のための定量噴霧式ネブライザーの使用法 吸入用β-刺激薬(気管支拡張薬)を中心としたQ&A』伊賀立二共編 薬業時報社 1993
- 『薬剤師のための実践服薬指導』編 広川書店 1994
- 『一目でわかる医薬品相互作用 薬害防止のためのハンドブック』伊賀立二共編 文光堂 1997
- 『最新医療薬学』1-2 伊賀立二,乾賢一共編著 南山堂 1998-1999
- 『新しい世代の抗アレルギー薬の使い方 副作用を回避するために』伊賀立二,北田光一監修,澤田編 メディカルレビュー社 1998
- 『癌化学療法時の薬物間相互作用』赤沢修吾,島田安博共編 先端医学社 1998
- 『皮膚科薬剤ハンドブック』宮地良樹共編著 先端医学社 1999
- 『薬物動態・作用と遺伝子多型 薬物治療の患者個別化を目指した21世紀の新展開』企画・編集 医薬ジャーナル社 2001
- 『「処方せんチェック」虎の巻 その薬を出す前に』監修・執筆,日経ドラッグインフォメーション編 日経BP社 2003-2009
- 『処方せんチェック・ヒヤリハット事例解析 調剤事故防止のためのヒント100 第1-2集』監修,医薬品ライフタイムマネージメント研究会 執筆・編集 じほう 2004-2012
- 『ひと目でわかるスタチン系薬物の薬物相互作用』執筆・監修,寺本民生, 大谷壽一, 山田安彦, 山本康次郎執筆・編集 メディカルパースペクティブス 2004
- 『くすりの地図帳』伊賀立二,小瀧一共監修 講談社 2007
- 『薬剤師のための徹底リスクマネジメント』1-2 監修,医薬品ライフタイムマネジメントセンター編 南山堂 2007-2008
- 『臨床薬物動態学』編 医学書院(標準医療薬学)2009
- 『Ph.D. SAWADAの処方せん鑑査ラボ』編著 南山堂 2011
- 『循環器治療薬の使い分けと代替薬の選び方 処方変更で迷わない!』編 羊土社 2012
- 『育薬セミナーBASIC 学び直したい薬剤師のための研修教材』東京大学大学院薬学系研究科医薬品情報学講座, 医薬品ライフタイムマネジメントセンター著, 監修,日経ドラッグインフォメーション編 日経BP社 2012
- 『ポケット医薬品集 2013年版』龍原徹共著 白文舎 2013
- 『新薬まるわかり 2014』東京大学大学院薬学系研究科医薬品情報学講座, 医薬品ライフタイムマネジメントセンター著, 監修,日経ドラッグインフォメーション編集 日経BP社 2014
- 『薬局プレアボイド 見逃さない!薬剤師の事例103』編著 南山堂 2014
- 『臨床現場で実践する薬学研究のススメ 研究デザインから論文作成・学会発表まで』編 南山堂 2014
- 『ポケット医薬品集 2018年版』佐藤宏樹, 龍原徹共著 南山堂 2018

### 翻訳
- Karen Baxter 編『ストックリー医薬品相互作用ポケットガイド』監訳 日経BP社 2008

## 論文
- <澤田康文